# Çağkuyu, Şehitkamil
Çağkuyu là một xã thuộc huyện Şehitkamil, tỉnh Gaziantep, Thổ Nhĩ Kỳ. Dân số thời điểm năm 2011 là 550 người.